# Hellgrauer Lappenspanner
Der Hellgraue Lappenspanner (Trichopteryx carpinata, Syn.: Geometra lobulata) ist ein Schmetterling aus der Familie der Spanner (Geometridae). Der Artname leitet sich von einer Nahrung der Raupen, den Hainbuchen (Carpinus) ab.

## Merkmale

### Falter
Die Falter erreichen eine Flügelspannweite von 26 bis 34 Millimetern. Zwischen den Geschlechtern besteht farblich kein Sexualdimorphismus, jedoch zeigen nur die Männchen ein rudimentäres drittes Flügelpaar, die sogenannten Wurzellappen. Die Vorderflügelfarbe variiert auf der Oberseite von hellbraun über hellgrau bis hin zu schwarzgrau. Als Flügelzeichnung ist entweder eine schwache dunkle Marmorierung oder eine mehr oder weniger stark ausgebildete dunkle Bänderzeichnung erkennbar. Vor dem Saum heben sich kleine schwarzbraune Punkte ab. Die Hinterflügeloberseite ist weißlich gefärbt, zeigt einen kleinen dunklen Diskoidalfleck, zwei undeutliche graue Querlinien und ist mit seidig weißen Fransen versehen. An der Wurzel der Hinterflügel entspringt das als Wurzellappen bezeichnete sehr kleine, weißlich graue dritte Flügelpaar, das in der Ruheposition auf den Hinterflügeln aufliegt und von den Vorderflügeln vollständig verdeckt wird.

### Farbvariationen der Falter

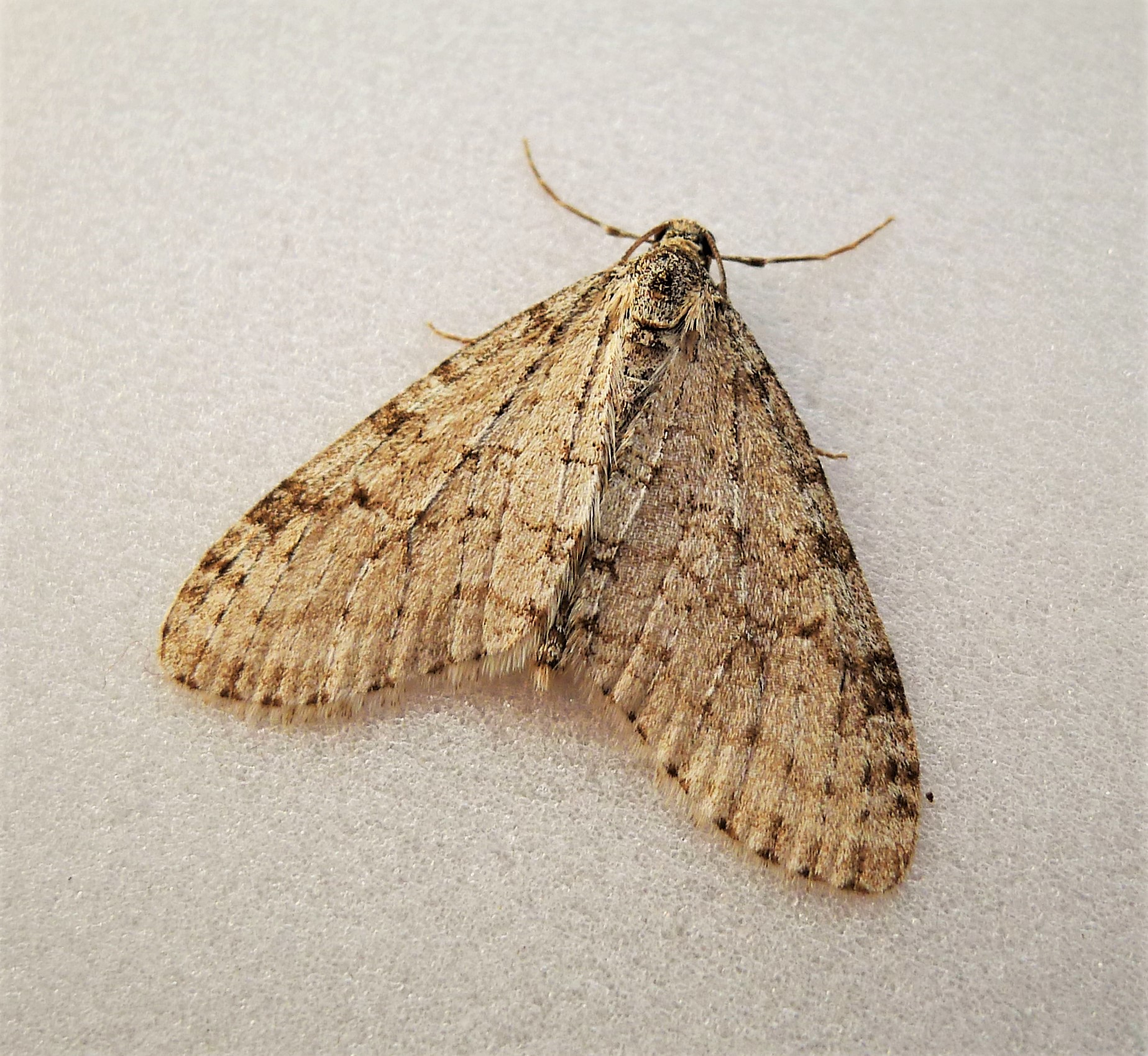
hellbraune Form
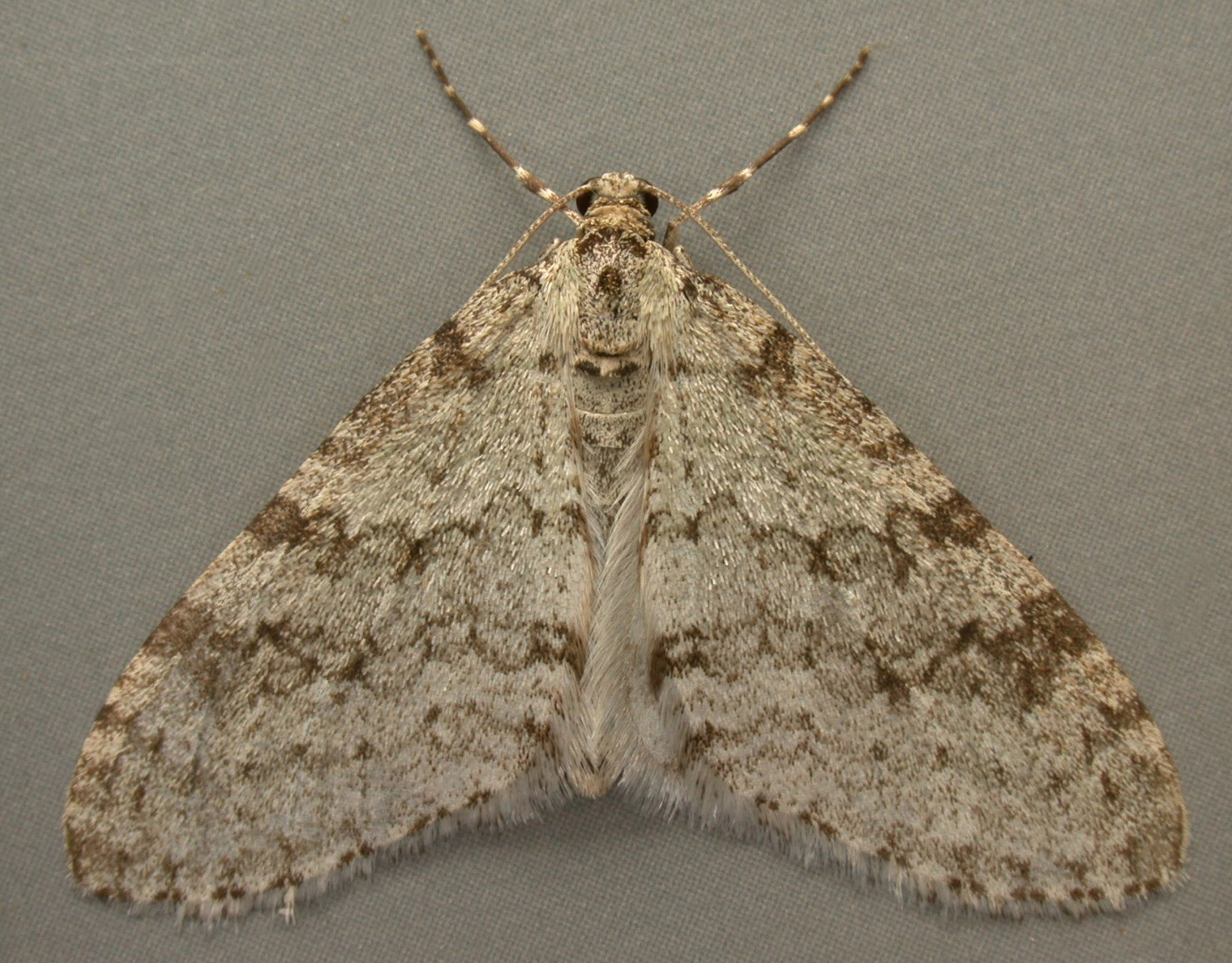
schwach gebänderte Form
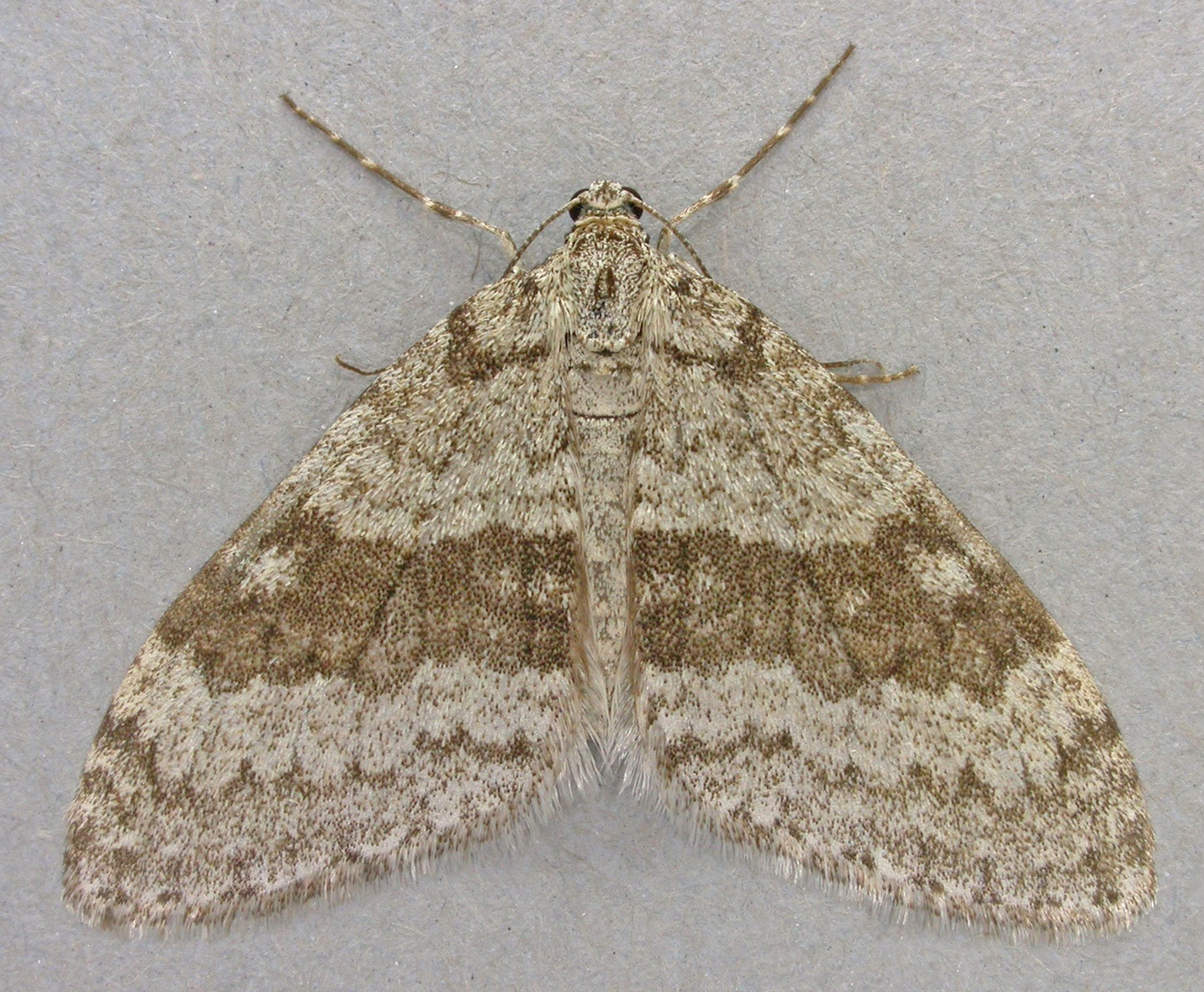
kräftig gebänderte Form
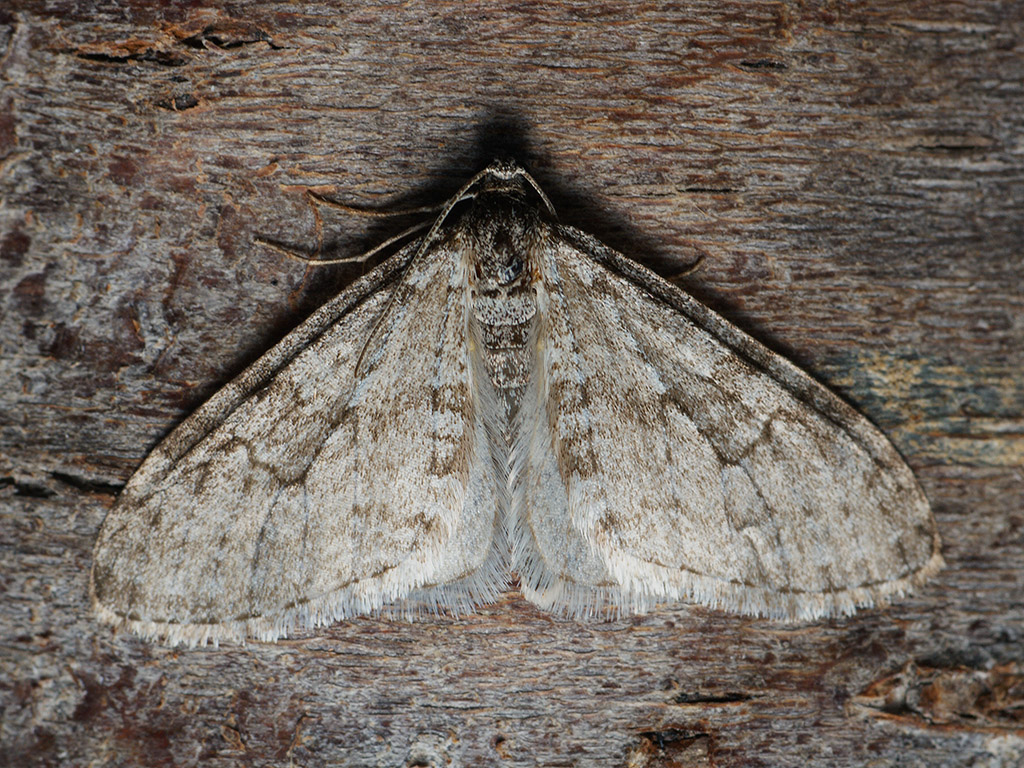
hellgraue Form
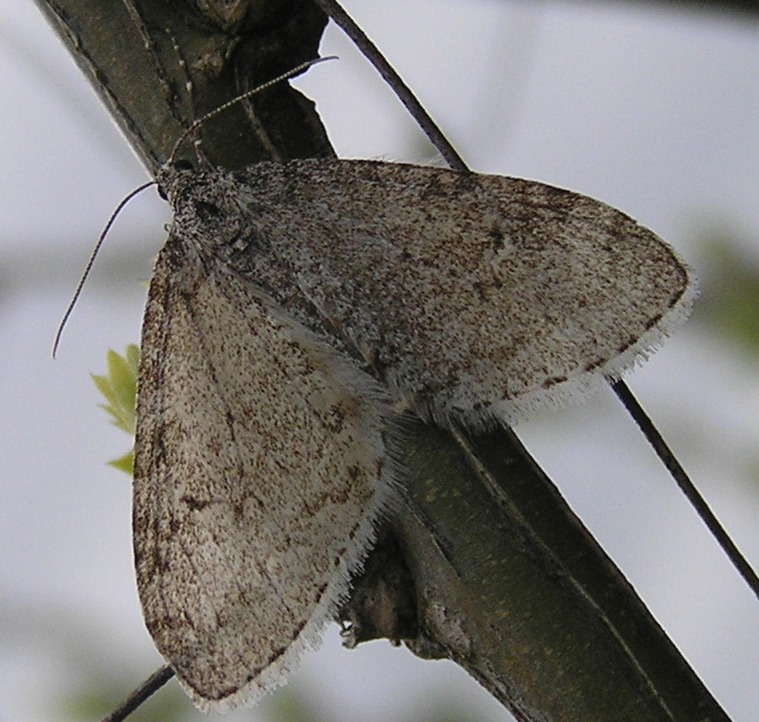
dunkelgraue Form

### Raupe
Ausgewachsene Raupen haben eine grasgrüne Farbe, zeigen einen gelben oder weißlichen Seitenstreifen, ebenso gefärbte Segmenteinschnitte und eine doppelte Analspitze.

### Puppe
Die Puppe ist rötlich braun gefärbt, zeigt eine Doppelspitze am Kremaster und grünliche Flügelscheiden.

### Ähnliche Arten
- Der Graue Lappenspanner (Lobophora halterata) unterscheidet sich durch eine schwärzliche Basalregion auf der Vorderflügeloberseite sowie bei den Männchen durch deutlich größere Wurzellappen.
- Der Gestrichelte Lappenspanner (Trichopteryx polycommata) unterscheidet sich durch ein rostbraun gefärbtes Querband auf der Vorderflügeloberseite.

## Verbreitung und Lebensraum
Das Verbreitungsgebiet des Hellgrauen Lappenspanners erstreckt sich von Ostasien durch die gemäßigte Zone bis nach Europa. Die Art kommt auch auf den Britischen Inseln vor. Hauptlebensraum sind Misch- und Auwälder. In den Alpen steigt sie bis in Höhen von 1600 Metern.

## Lebensweise
Die Falter sind nachtaktiv und fliegen in einer Generation von Ende März bis Ende Mai. Zur Nahrungsaufnahme besuchen sie blühende Weidenkätzchen. Nachts erscheinen sie an künstlichen Lichtquellen. Die Raupen ernähren sich u. a. von den Blättern von Pappel- (Populus), Birken- (Betula), Weiden- (Salix) oder Hainbuchenarten (Carpinus). Die Art überwintert im Puppenstadium.